# يو جاي-هون
يو جاي-هون (7 يوليو 1983 بألسان في كوريا الجنوبية - ) هو لاعب كرة قدم كوري جنوبي في مركز حراسة المرمى. لعب مع بالي يونايتد وبرسيبورا جايابورا ودايجون هانا سيتزن.

## وصلات خارجية
- يو جاي-هون على موقع دوري كوريا الجنوبية (الإنجليزية)
- يو جاي-هون على موقع قاعدة بيانات كرة القدم.إي يو (الإنجليزية)
- يو جاي-هون على موقع Soccerway.com (الإنجليزية)